# Rabinovszky Máriusz
Rabinovszky Pál Máriusz (Budapest, 1895. december 14. – Budapest, 1953. február 7.) magyar művészettörténész, tánctörténész, főiskolai tanár, kritikus. A művészettörténeti tudományok kandidátusa (1952). Írói álnevei: Csák Péter, Merényi Máriusz.

## Életpályája

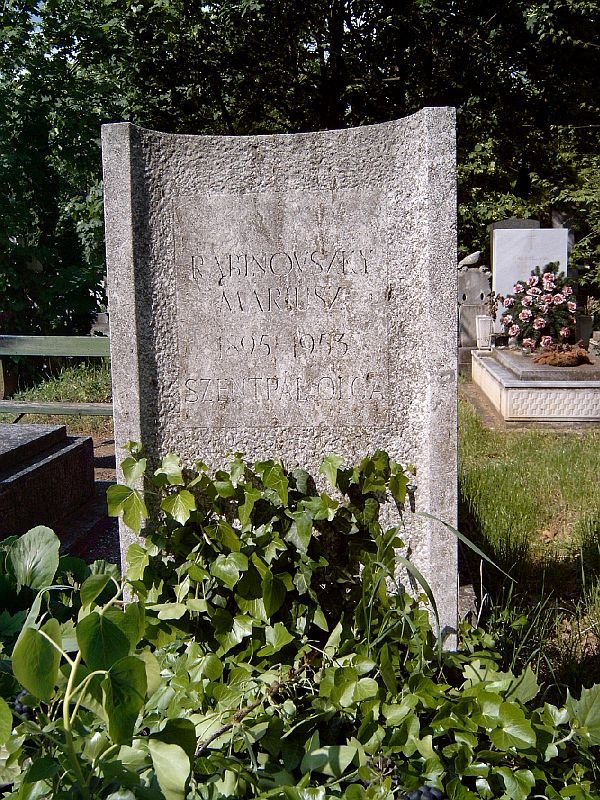
Rabinovszky Máriusz művészettörténész és felesége Szentpál Olga mozgásművésznő, koreográfus, pedagógus és szakíró sírja Budapesten. Új köztemető: 33/1-1-124.

Rabinovszky Károly (1862–1901) gyáros és Merényi Elza/Erzsébet (1873–?) fia. Édesanyja opera-énekesnő volt, aki férje halála után német színpadokhoz szerződött, majd hozzáment egy orvoshoz, s ekkor fiát is magával vitte Németországba. Középiskolai tanulmányainak első három évét a budapesti evangélikus gimnáziumban, a többit a barmeni reálgimnáziumban végezte. Egyetemi tanulmányokat Münchenben, Berlinben és Budapesten folytatott. 
1918-ban a Budapesti Tudományegyetemen diplomázott. Ezt követően a Pester Lloyd színház- és művészetrovatának munkatársa lett. A két világháború között kritikái jelentek meg a Nyugatban, az Ars Una-ban, a Magyar Művészetben és még számos lapban. 
1944-ben munkaszolgálatos volt, a Pest környéki fronton dolgoztatták sáncmunkásként.
1948-tól a Képzőművészeti Főiskola művészettörténet tanára volt.
Művészeti folyóiratokban publikált. A festészettel, művészetelmélettel foglalkozott tanulmányaiban. A modern képzőművészeti törekvések kritikusa volt, jelentős tevékenységet folytatott a haladó magyar művészet elismertetéséért.

## Magánélete
1919. március 16-án házasságot kötött Szentpál Olga (1895–1968) koreográfus táncművésszel. Három gyermekük született.
Sírjuk Budapesten, az Új köztemetőben található (33/1-1-124).

## Művei
- Az új festészet története 1770–1925. A nyugateurópai festészet kialakulása; Amicus, Budapest, 1926
- Daumier (Budapest, 1927)
- Szentpál Olga–Rabinovszky Máriusz: Tánc. A mozgásművészet könyve; fotó Angelo, Hugo Erfurth, Máté Olga; Általános Kiadó, Budapest, 1928
- Csák Péter: Sárgaláz. Regény; Általános Ny., Budapest, 1936 (Friss újság színes regénytára)
- Határállomás (Merényi Máriusz néven regény, Budapest, 1942)
- Bortnyik Sándor–Hevesy Iván–Rabinovszky Máriusz: Kétezer év festészete; Dante, Budapest, 1943
- Művészet és válság (Budapest, 1945)
- A tánc. Tanulmány egy újraszülető művészetről; Anonymus, Budapest, 1946 (Anonymus könyvtár)
- Itália festészete. A trecento (Budapest, 1947)
- Mario Rabinovszky: L'umanità di Giotto; Biblioteca dell'Accademia d'Ungheria, Roma, 1947 (Biblioteca dell'Accademia d'Ungheria, Roma)
- Két korszak határán (válogatott művészeti írások Vayer Lajos méltatásával és önéletrajz-részlettel); vál., jegyz. Dávid Katalin; Corvina, Bp., 1965
- Művészet és válság; szöveggond., utószó Timár Árpád; Corvina, Budapest, 1988 (Irisz)